# Campeonato Mundial de Natação em Piscina Curta de 2014 - 100 m medley feminino
A prova dos 100 metros nado medley feminino do Campeonato Mundial de Natação em Piscina Curta de 2014 foi disputado entre 4 e 5 de dezembro no Centro Aquático Aspire Sports Complex em Doha.

## Recordes
Antes desta competição, os recordes mundiais e do campeonato nesta prova eram os seguintes:
|     | Nome           | Nacionalidade | Tempo | Local    | Data                   |
| --- | -------------- | ------------- | ----- | -------- | ---------------------- |
| WR  | Katinka Hosszú | Hungria       | 56.86 | Dubai    | 1 de setembro de 2014  |
| 'CR | Katinka Hosszú | Hungria       | 58.49 | Istambul | 14 de dezembro de 2012 |

Os seguintes recordes foram estabelecidos durante a competição: 
| Date          | Prova         | Nome           | Nacionalidade | Tempo | Recorde |
| ------------- | ------------- | -------------- | ------------- | ----- | ------- |
| 4 de dezembro | Eliminatórias | Katinka Hosszú | Hungria       | 56.99 | CR      |
| 5 de dezembro | Final         | Katinka Hosszú | Hungria       | 56.70 | WR      |

## Medalhistas
| Ouro                 | Prata                        | Bronze              |
| Katinka Hosszú (HUN) | Siobhan-Marie O'Connor (GBR) | Emily Seebohm (AUS) |

## Resultados

### Eliminatórias
As eliminatórias ocorreram dia 4 de dezembro. 
| Colocação | Bateria | Raia | Nome                         | Nacionalidade                   | Tempo   | Notas |
| --------- | ------- | ---- | ---------------------------- | ------------------------------- | ------- | ----- |
| 1         | 7       | 4    | Katinka Hosszú               | Hungria                         | 56.99   | Q, CR |
| 2         | 7       | 5    | Siobhan-Marie O'Connor       | Reino Unido                     | 57.98   | Q     |
| 3         | 5       | 5    | Amit Ivry                    | Israel                          | 58.77   | Q     |
| 4         | 7       | 6    | Melanie Margalis             | Estados Unidos                  | 58.77   | Q     |
| 5         | 6       | 5    | Emily Seebohm                | Austrália                       | 58.78   | Q     |
| 6         | 5       | 4    | Alia Atkinson                | Jamaica                         | 59.16   | Q     |
| 7         | 6       | 4    | Rūta Meilutytė               | Lituânia                        | 59.27   | Q     |
| 8         | 5       | 2    | Hanna-Maria Seppälä          | Finlândia                       | 59.66   | Q     |
| 9         | 5       | 8    | Chen Xinyi                   | China                           | 59.79   | Q     |
| 10        | 7       | 3    | Evelyn Verrasztó             | Hungria                         | 59.86   | Q     |
| 11        | 6       | 3    | Caitlin Leverenz             | Estados Unidos                  | 59.94   | Q     |
| 12        | 5       | 3    | Lisa Zaiser                  | Áustria                         | 1:00.12 | Q     |
| 13        | 5       | 6    | Ganna Dzerkal                | Ucrânia                         | 1:00.35 | Q     |
| 13        | 7       | 7    | Ellen Fullerton              | Austrália                       | 1:00.35 | Q     |
| 15        | 5       | 7    | Lena Kreundl                 | Áustria                         | 1:00.41 | Q     |
| 16        | 6       | 6    | Vitalina Simonova            | Rússia                          | 1:00.64 | Q     |
| 17        | 6       | 2    | Alicja Tchórz                | Polónia                         | 1:00.93 |       |
| 18        | 6       | 7    | Louise Hansson               | Suécia                          | 1:00.98 |       |
| 19        | 6       | 1    | Sayaka Akase                 | Japão                           | 1:01.26 |       |
| 20        | 6       | 0    | Sakiko Shimizu               | Japão                           | 1:01.42 |       |
| 21        | 7       | 1    | Viktoriia Maliutina          | Rússia                          | 1:01.46 |       |
| 22        | 5       | 0    | Barbora Závadová             | Chéquia                         | 1:01.54 |       |
| 23        | 6       | 8    | Eygló Ósk Gústafsdóttir      | Islândia                        | 1:01.55 |       |
| 24        | 7       | 0    | Emilia Pikkarainen           | Finlândia                       | 1:01.61 |       |
| 25        | 5       | 1    | Zhang Jiaqi                  | China                           | 1:01.67 |       |
| 26        | 1       | 5    | Sviatlana Khakhlova          | Bielorrússia                    | 1:01.73 |       |
| 27        | 6       | 9    | Mireia Belmonte              | Espanha                         | 1:01.94 |       |
| 28        | 7       | 9    | Sanja Jovanović              | Croácia                         | 1:02.08 |       |
| 29        | 1       | 3    | Emily Overholt               | Canadá                          | 1:02.46 |       |
| 30        | 5       | 9    | Mathilde Cini                | França                          | 1:02.49 |       |
| 31        | 7       | 8    | Alessia Polieri              | Itália                          | 1:02.51 |       |
| 32        | 4       | 2    | Theodora Giareni             | Grécia                          | 1:02.74 |       |
| 33        | 4       | 4    | Chan Kin Lok                 | Hong Kong                       | 1:03.37 |       |
| 34        | 4       | 0    | Julie Meynen                 | Luxemburgo                      | 1:03.76 |       |
| 35        | 4       | 6    | Rene Warnes                  | África do Sul                   | 1:04.65 |       |
| 36        | 3       | 4    | Sonja Adelaar                | Namíbia                         | 1:04.73 |       |
| 37        | 3       | 3    | Antonia Roth                 | Namíbia                         | 1:04.79 |       |
| 38        | 4       | 1    | Hannah Dato                  | Filipinas                       | 1:04.82 |       |
| 39        | 3       | 2    | Karen Torrez                 | Bolívia                         | 1:04.88 |       |
| 40        | 3       | 6    | Sezin Eligül                 | Turquia                         | 1:04.98 |       |
| 41        | 3       | 1    | Machiko Raheem               | Sri Lanka                       | 1:06.01 |       |
| 42        | 2       | 5    | Lauren Hew                   | Ilhas Caimã                     | 1:06.29 |       |
| 42        | 3       | 0    | Nida Üstündağ                | Turquia                         | 1:06.29 |       |
| 44        | 4       | 9    | Hamida Nefsi                 | Argélia                         | 1:06.74 |       |
| 45        | 3       | 8    | Matelita Buadromo            | Fiji                            | 1:06.75 |       |
| 46        | 3       | 7    | Deandre Small                | Barbados                        | 1:07.71 |       |
| 47        | 2       | 4    | Lianna Swan                  | Paquistão                       | 1:07.98 |       |
| 48        | 3       | 9    | Savannah Tkatchenko          | Papua-Nova Guiné                | 1:08.61 |       |
| 49        | 2       | 2    | San Su Moe Theint            | Myanmar                         | 1:09.01 |       |
| 50        | 3       | 5    | Amboaratiana Domoinanavalona | Madagáscar                      | 1:09.18 |       |
| 51        | 4       | 5    | Malavika Vishwanath          | Índia                           | 1:10.79 |       |
| 52        | 4       | 8    | Chiara Gualtieri             | San Marino                      | 1:11.36 |       |
| 53        | 2       | 3    | Yara Lima                    | Angola                          | 1:12.09 |       |
| 54        | 1       | 6    | Samantha Roberts             | Antígua e Barbuda               | 1:12.11 |       |
| 55        | 4       | 3    | Thalasha Prabhu              | Índia                           | 1:12.36 |       |
| 56        | 2       | 1    | Shanice Paraka               | Papua-Nova Guiné                | 1:13.01 |       |
| 57        | 2       | 8    | Catherine Mason              | Tanzânia                        | 1:15.27 |       |
| 58        | 2       | 7    | Annie Hepler                 | Ilhas Marshall                  | 1:15.96 |       |
| 59        | 2       | 6    | Diana Basho                  | Albânia                         | 1:17.82 |       |
| 59        | 2       | 9    | Seabe Ebineng                | Botswana                        | 1:17.82 |       |
| 61        | 2       | 0    | Angela Kendrick              | Ilhas Marshall                  | 1:20.89 |       |
| 62        | 1       | 4    | Mayra-Linda Paul             | Estados Federados da Micronésia | 1:21.07 |       |
| —         | 4       | 7    | Ana Radić                    | Croácia                         |         | DNS   |
| —         | 7       | 2    | Katarína Listopadová         | Eslováquia                      |         | DNS   |

### Semifinal
A semifinal  ocorreu dia 4 de dezembro.

#### Semifinal 1
| Colocação | Raia | Nome                   | Nacionalidade  | Tempo   | Notas |
| --------- | ---- | ---------------------- | -------------- | ------- | ----- |
| 1         | 4    | Siobhan-Marie O'Connor | Reino Unido    | 57.66   | Q     |
| 2         | 3    | Alia Atkinson          | Jamaica        | 58.66   | Q     |
| 3         | 5    | Melanie Margalis       | Estados Unidos | 58.87   | Q     |
| 4         | 2    | Evelyn Verrasztó       | Hungria        | 59.11   | Q     |
| 5         | 7    | Lisa Zaiser            | Áustria        | 59.76   |       |
| 6         | 6    | Hanna-Maria Seppälä    | Finlândia      | 1:00.23 |       |
| 7         | 8    | Vitalina Simonova      | Rússia         | 1:00.66 |       |
| 8         | 1    | Ellen Fullerton        | Austrália      | 1:01.29 |       |

#### Semifinal 2
| Colocação | Raia | Nome             | Nacionalidade  | Tempo   | Notas |
| --------- | ---- | ---------------- | -------------- | ------- | ----- |
| 1         | 4    | Katinka Hosszú   | Hungria        | 57.89   | Q     |
| 2         | 3    | Emily Seebohm    | Austrália      | 58.31   | Q     |
| 3         | 6    | Rūta Meilutytė   | Lituânia       | 58.84   | Q     |
| 4         | 5    | Amit Ivry        | Israel         | 58.88   | Q     |
| 5         | 2    | Chen Xinyi       | China          | 59.49   |       |
| 6         | 8    | Lena Kreundl     | Áustria        | 1:00.05 |       |
| 7         | 7    | Caitlin Leverenz | Estados Unidos | 1:00.19 |       |
| 8         | 1    | Ganna Dzerkal    | Ucrânia        | 1:00.58 |       |

### Final
A final teve sua disputa realizada em 5 de dezembro. 
| Colocação         | Raia | Nome                   | Nacionalidade  | Tempo | Notas |
| ----------------- | ---- | ---------------------- | -------------- | ----- | ----- |
| Medalha de ouro   | 5    | Katinka Hosszú         | Hungria        | 56.70 | WR    |
| Medalha de prata  | 4    | Siobhan-Marie O'Connor | Reino Unido    | 57.83 |       |
| Medalha de bronze | 3    | Emily Seebohm          | Austrália      | 58.19 |       |
| 4                 | 6    | Alia Atkinson          | Jamaica        | 58.58 |       |
| 5                 | 2    | Rūta Meilutytė         | Lituânia       | 58.73 |       |
| 6                 | 7    | Melanie Margalis       | Estados Unidos | 58.86 |       |
| 7                 | 1    | Amit Ivry              | Israel         | 59.17 |       |
| 8                 | 8    | Evelyn Verrasztó       | Hungria        | 59.31 |       |

Legenda
| Recorde mundial       | Recorde mundial (World record)               |                       | Recorde africano                      | Recorde africano (African) |                                           | Q | Classificado por posição (Qualified) |
| Recorde do campeonato | Recorde do campeonato (Championship record)  | Recorde da América    | Recorde da América (Americas)         | q                          | Classificado por melhor tempo (Qualified) |   |                                      |
| Melhor marca do ano   | Melhor marca do ano (World leading)          | Recorde asiático      | Recorde asiático (Asian)              | DNS                        | Não largou (Did not start)                |   |                                      |
| Recorde nacional      | Recorde nacional (National record)           | Recorde europeu       | Recorde europeu (European)            | DNF                        | Não terminou (Did not finish)             |   |                                      |
| Recorde pessoal       | Recorde pessoal do atleta (Personal best)    | Recorde da Oceania    | Recorde da Oceania (Oceania)          | DSQ / DQ                   | Desclassificado (Disqualified)            |   |                                      |
| Recorde da temporada  | Recorde da temporada do atleta (Season best) | Recorde sul-americano | Recorde sul-americano (South America) | NM                         | Sem marca (No mark)                       |   |                                      |